# Nicolas Haxo
 (mars 2024).
Si vous disposez d'ouvrages ou d'articles de référence ou si vous connaissez des sites web de qualité traitant du thème abordé ici, merci de compléter l'article en donnant les références utiles à sa vérifiabilité et en les liant à la section « Notes et références ».
Pour les articles homonymes, voir Haxo.
Nicolas Haxo, né le 7 juin 1749 à Étival-Clairefontaine en Lorraine et mort le 20 mars 1794 lors de la bataille des Clouzeaux (Vendée), est un général de la Révolution française qui a notamment participé au siège de Mayence et à la guerre de Vendée.
Au début de la Révolution française, il est nommé commandant de la garde nationale de Saint-Dié, puis s'engage dès 1791 dans le 3e bataillon de volontaires des Vosges qui en fait son commandant. Au début de la guerre de la première coalition, il combat d'abord sur le Rhin, puis en Vendée, parvenant au grade de général de division. Il participe à la bataille de Cholet (17 octobre 1793) et commande les troupes qui prennent Noirmoutier en janvier 1794.
Il est le neveu de François Haxo (1739-1810), notable de la ville de Saint-Dié-des-Vosges, et l'oncle de François Nicolas Benoît Haxo (1774-1838), général dans l'arme du génie.

## Biographie

### Origines familiales et formation
Il est le fils de Benoît Haxo, tabellion et greffier de la seigneurie d'Étival, et de Marie-Madeleine Rosières. 
Après la mort de son père (20 novembre 1761), il va vivre chez son oncle François à Saint-Dié-des-Vosges. Il fait des études au collège de la ville. 
À l'âge de 18 ans, il s'oriente vers une carrière militaire, chose inhabituelle dans son entourage.

### Sous-officier sous l'Ancien Régime (1768-1777)
Il s'engage le 21 février 1768 à Strasbourg au régiment de Touraine infanterie. C'est à Verdun qu'il est démobilisé le 21 février 1777, après neuf ans de service, avec le grade de sergent-fourrier écrivain.
Il se retire à Saint-Dié où il est nommé conseiller au bailliage.

### Début de la Révolution (1789-1792)
En 1789, Nicolas Haxo est nommé commandant du bataillon de la garde nationale de Saint-Dié. 
Le 7 mars 1790, lors de l'assemblée des gardes nationales des Vosges, il est choisi comme major général. Le 1er juin 1790, il est élu second des trente-six membres du conseil général du département.
1791, la nation a besoin de volontaires. Nicolas Haxo, s'engage dans les premiers. Le 30 août 1791 à Rambervillers, le bataillon formé par les volontaires des districts de Rambervillers, Saint-Dié, Bruyères et la Principauté de Salm se réunit pour choisir un chef. Nicolas Haxo est élu lieutenant-colonel commandant le 3e bataillon des Vosges. 
Cette unité est mis en garnison à Obernai du 4 octobre 1791 au 28 mars 1792. Elle va ensuite à Strasbourg, puis à Phalsbourg. 

### Dans la guerre de la première coalition (1792-1793): le siège de Mayence
Lorsque la guerre éclate (20 avril 1792), elle fait partie de l'armée du Rhin commandée par le général Custine. Le bataillon des Vosges participe aux combats de Landau, de Spire, de Mayence et de Francfort.
Au cours de cette campagne, 20 000 soldats français, dont le bataillon des Vosges, se retrouvent encerclés à Mayence et vont subir un siège terrible sous le commandement de Kléber et d'Aubert du Bayet. Haxo se distingue et est nommé chef de brigade le 29 juin. 
Décimée par les maladies et les bombardements, la garnison capitule le 23 juillet avec les honneurs de la guerre : les soldats ne sont pas faits prisonniers, sous la condition de ne pas reprendre les combats contre les armées de la coalition pendant un an.
Haxo est nommé général de brigade le 17 août 1793. 

### Dans la guerre de Vendée: la bataille de Cholet (octobre 1793)
Ne pouvant plus combattre les ennemis de l'extérieur, cette armée, dite « armée des Mayençais », en envoyée par le Comité de salut public combattre la Vendée militaire insurgée contre la République depuis mars 1793. Toute la Vendée est en état d'insurrection et les troupes républicaines, mal commandées, n'ont subi jusqu'alors que des revers, jusqu'à ce que le général Canclaux réussisse à repousser l'armée catholique et royale à Nantes (juin 1793). 
Haxo s'illustre dans une autre bataille cruciale, à Cholet (17 octobre 1793), une autre victoire républicaine. 
Mais l'arrivée des Mayençais est peu appréciée par les chefs en place, et ces ressentiments auront quelquefois des suites néfastes sur les opérations militaires. Haxo et les généraux Kléber, Bouin de Marigny sont même destitués  par le Comité de salut public à la suite d'une dénonciation pour royalisme. Cette décision est retirée fin novembre 1793.

### À la poursuite de Charette: la prise de Noirmoutier (janvier 1794)
On donne à Haxo pour mission de réduire et capturer Charette, chef des insurgés de Basse-Vendée. Il mène une expédition pour reprendre l'Île de Noirmoutier, repaire de Charette. Ce sera son plus beau fait d'armes (bataille de Noirmoutier). 
Le 3 janvier 1794, l'île est prise, mais Charette n'est plus là. Des émissaires des insurgés sont venus trouver Haxo pour négocier leur reddition. Le général donne sa parole : « Je commande des Français contre des Français insurgés et puisque je peux épargner le sang des uns et des autres, je vous déclare que je promets la vie sauve aux Royalistes qui se rendront ». Considéré comme un officier loyal, les Vendéens se rendent. Sans souci de la parole donnée, les représentants du gouvernement Pierre-Louis Prieur, Louis Turreau et Pierre Bourbotte font  exécuter toute la garnison, soit 1 800 personnes, dont le général Maurice d'Elbée. Haxo proteste en vain. 

### Période des colonnes infernales
Haxo participe ensuite au plan du général Turreau, auteur des colonnes infernales, qui a pour objectif de mettre un terme à l'insurrection vendéenne par une politique de la terre brûlée. 
À l'est, Turreau prend personnellement le commandement de six divisions divisées en onze colonnes, tandis qu'à l'ouest Haxo, qui poursuivait jusqu'alors Charette sur les côtes, est chargé de former huit colonnes plus réduites, chacune forte de quelques centaines d'hommes, et d'aller vers l'est à la rencontre des douze autres. Dès le 23 janvier, le représentant Laignelot dénonce à la Convention les massacres commis dans les environs de Challans par les troupes de Haxo, mais sa lettre ne provoque aucune réaction.
Alors que début 1794, l'insurrection en Vendée paraissait en mauvaise posture, les colonnes infernales, du fait de la terreur qu'elles instaurent, touchant aussi bien les royalistes que les républicains, poussent des paysans à rejoindre le camp des insurgés et leur redonnent un nouvel élan. 
Haxo continue sa poursuite de Charette sans pour autant obéir aux ordres barbares de Turreau : « Nous sommes des soldats pas des bourreaux ! ». Il épargne par exemple la gentilhommière de Charette à Fonteclose. 

### Mort (21 mars 1794) et funérailles
Le 21 mars 1794, à la tête d'une colonne de 300 hommes, Haxo a repéré Charette près du village des Clouzeaux, 5 km au sud-ouest de La Roche-sur-Yon. 
Dès le début du combat, Haxo, qui est monté dans le clocher de l'église, est blessé au bras droit par une balle perdue. 
Les républicains tentent une sortie, mais les Vendéens sont trop nombreux. Haxo, isolé des siens, doit abandonner son cheval. Adossé à un chêne, il tient tête avec son sabre jusqu'à ce que le lieutenant Arnauld l'achève d'un coup de fusil. Charette aurait déclaré « Quel dommage d'avoir tué un si brave homme ».
Haxo étant mort sans témoins du côté républicain, Turreau qui n'a pas apporté toute l'aide nécessaire, déclare qu'il s'est suicidé pour échapper à l'ennemi. Cette version va longtemps rester la version officielle. 
Le corps du général Haxo aurait été enterré dans un champ à proximité du manoir de La Gautronnière (commune des Clouzeaux) et on aurait planté sur sa tombe un genévrier. Mais cette sépulture a disparu dans les années 1890, entretenant ainsi un peu plus la légende qui entoure la fin d'Haxo. 

## Hommages
Un décret de la Convention du 28 avril 1794 ordonne que son nom soit inscrit sur une colonne de marbre au Panthéon.
Le nom de Nicolas Haxo figure sur les tables de bronze du musée de Versailles avec ceux d'autres généraux morts au champ d'honneur[réf. incomplète].
Il existe une rue du général Haxo à Épinal.